# 1987-es magyar vívóbajnokság
Az 1987-es magyar vívóbajnokság a nyolcvankettedik magyar bajnokság volt. Ettől az évtől a női párbajtőrvívók részére is rendeztek bajnokságot. A férfi tőrbajnokságot december 19-én rendezték meg, a férfi párbajtőrbajnokságot december 20-án, a kardbajnokságot december 21-én, a női tőrbajnokságot december 18-án, a női párbajtőrbajnokságot pedig december 22-én, mindet Budapesten, a női párbajtőrbajnokságot az MTK-VM Csömöri úti vívótermében, a többit a Nemzeti Sportcsarnokban.

## Eredmények
| Versenyszám          | Arany                             | Arany | Ezüst                          | Ezüst | Bronz                      | Bronz |
| -------------------- | --------------------------------- | ----- | ------------------------------ | ----- | -------------------------- | ----- |
| Férfi tőrvívás       | Szelei István Bp. Honvéd          |       | Érsek Zsolt Újpesti Dózsa      |       | Szekeres Pál Újpesti Dózsa |       |
| Férfi párbajtőrvívás | Hegedűs Ferenc Tatabányai Bányász |       | Pásztor Szabolcs Bp. Honvéd    |       | Dénes Balázs BVSC          |       |
| Férfi kardvívás      | dr. Gedővári Imre Vasas SC        |       | Szabó Bence Újpesti Dózsa      |       | Bujdosó Imre Vasas SC      |       |
| Női tőrvívás         | Lantos Gabriella MTK-VM           |       | Stefanek Gertrúd Újpesti Dózsa |       | Szőcs Zsuzsanna MTK-VM     |       |
| Női párbajtőrvívás   | Várkonyi Marina MTK-VM            |       | Szőcs Zsuzsanna MTK-VM         |       | Eőri Diana Győri ÁÉV SC    |       |